# Onuphrios-Kloster (Lwiw)

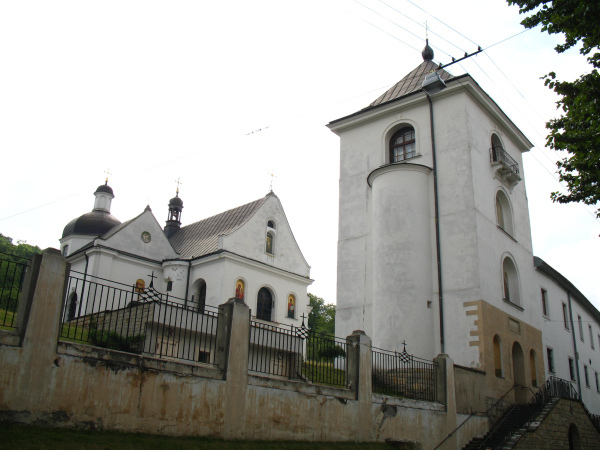
Onuphrios-Kloster, 2007

Das Kloster St. Onuphrius (ukrainisch Монастир святого Онуфрія) ist ein Mönchskloster in der Altstadt von Lwiw in der Ukraine. Es gehört zur Ukrainischen griechisch-katholischen Kirche und ist nach Onuphrius dem Großen benannt.

## Geschichte
Die Anfänge der Onuphrios-Kirche sind unklar. 1453 wurde erstmals das Kloster anlässlich von Erweiterungsbauten erwähnt. Um 1550 wurden eine steinerne Kirche und ein Glockenturm errichtet. Seit dieser Zeit unterstand das Kloster der orthodoxen Bruderschaft der Stadt.
1573 kam der bekannte Drucker Iwan Fjodorow mit seiner Druckerei ins Kloster. 1583 starb er und wurde dort bestattet. 1585 erhielt das Kloster eine steinerne Mauer. 1591 wurde ein Hospital gegründet. 1615 schloss die Druckerei. 1623 wurde das Kloster durch einen Brand beschädigt.
1633 entstand eine Bruderschaft von Bürgern und Geistlichen, die die Arbeit des Hospitals unterstützte und eine Schule für arme Jungen unterhielt. 1655 wurde das Kloster erneut beschädigt und 1676 durch einen Tatarenangriff schwer zerstört. 1680 fanden umfangreiche Umbauarbeiten statt.
1709 trat das Onuphrios-Kloster der unierten griechisch-katholischen Kirche bei. 1767 wurde es an den Orden der Basilianer übergeben. Von 1815 bis 1820 fanden Erweiterungsbauten statt. Es entstanden ein neuer Glockenturm, eine Druckerei und eine große Bibliothek. Das Kloster wurde das Zentrum der Basilianer in Galizien. Von 1821 bis 1824 wurden eine Sakristei und ein Presbyterium an die Kirche angebaut. 1902 fanden die letzten baulichen Veränderungen statt. 1908 wurde eine neue Ikonostase mit Ikonen von Modest Sossenko errichtet.
1939 besaß die Bibliothek über 40.000 Bücher, das Klosterarchiv, sowie zahlreiche Ikonen und Gemälde.
1946 wurde das Kloster von den sowjetischen Behörden geschlossen. Es wurde ein ethnographisches Museum eingerichtet und 1977 ein Museum zur Geschichte des Buchdrucks.
1990 wurde das Kloster wieder an den Orden der Basilianer und die Ukrainische griechisch-katholische Kirche zurückgegeben. 2011 lebten 14 Mönche und 8 Novizen im Kloster.

## Architektur
Die Onuphrios-Kirche ist im Renaissancestil des Umbaus von 1680 erhalten. Der Glockenturm wurde 1820 neu errichtet.

## Galerie

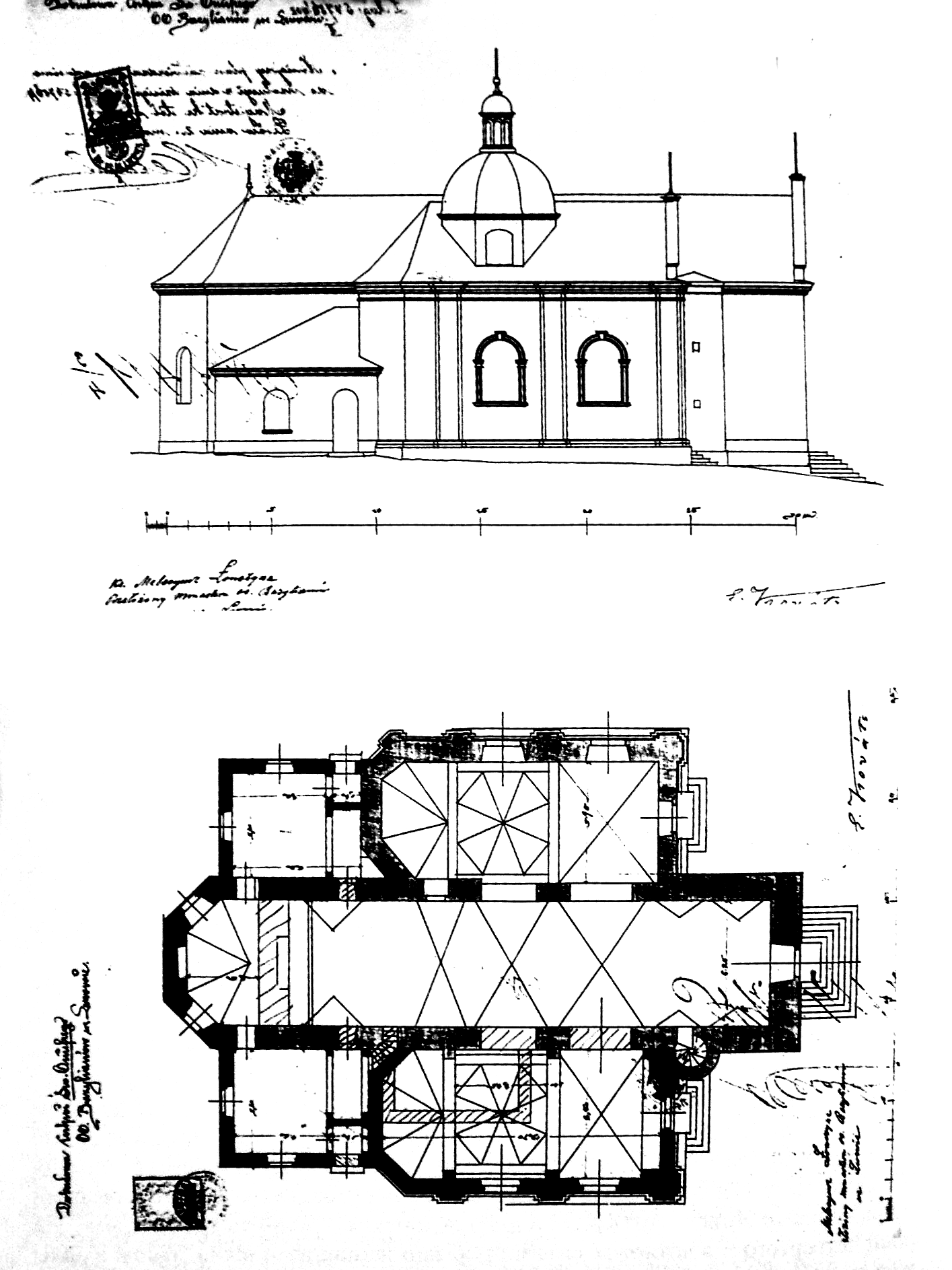
Plan für den Ausbau des zusätzlichen Kirchenschiffs der Onuphrius-Kirche, 1902
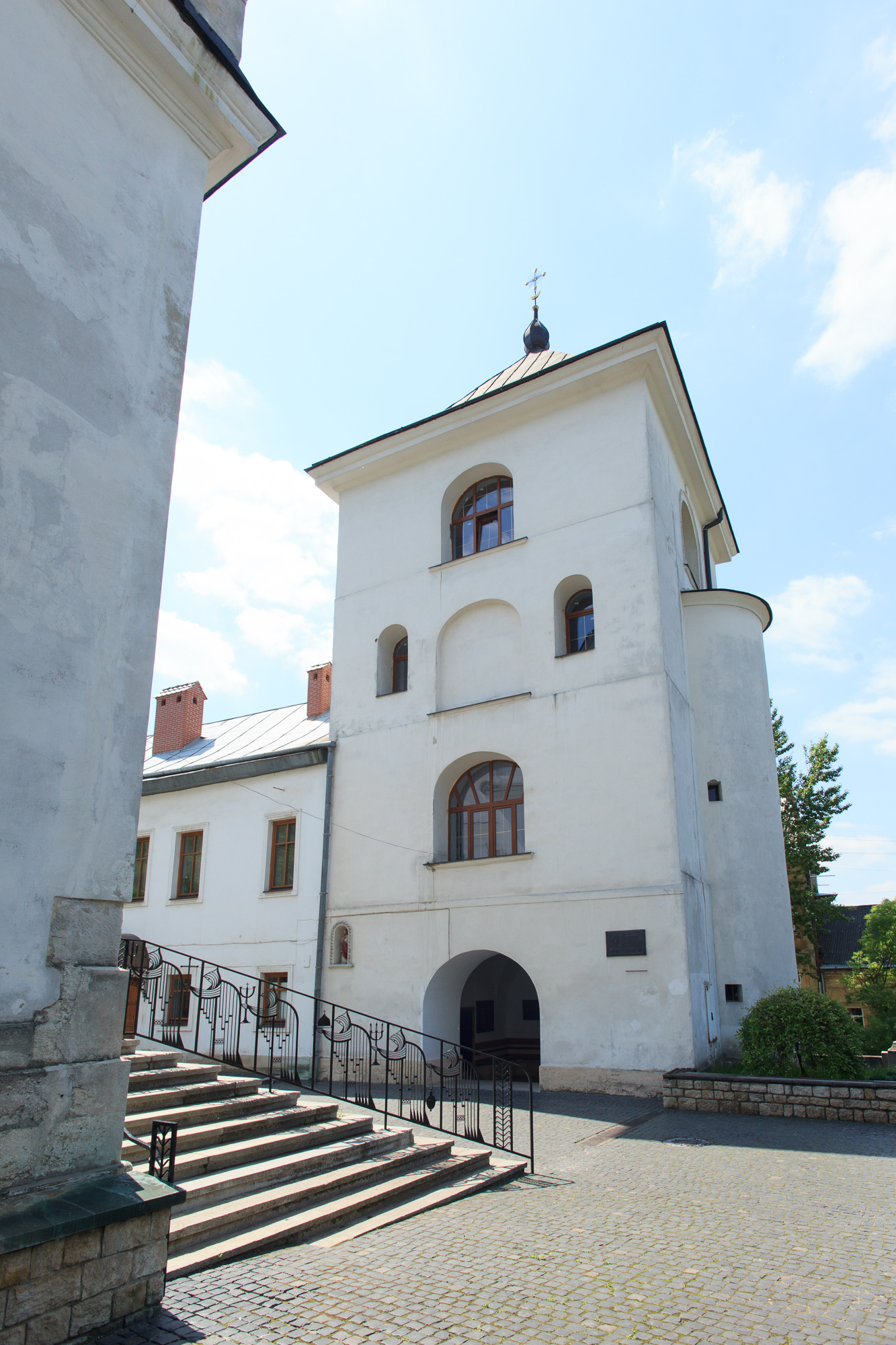
Glockenturm, 2015
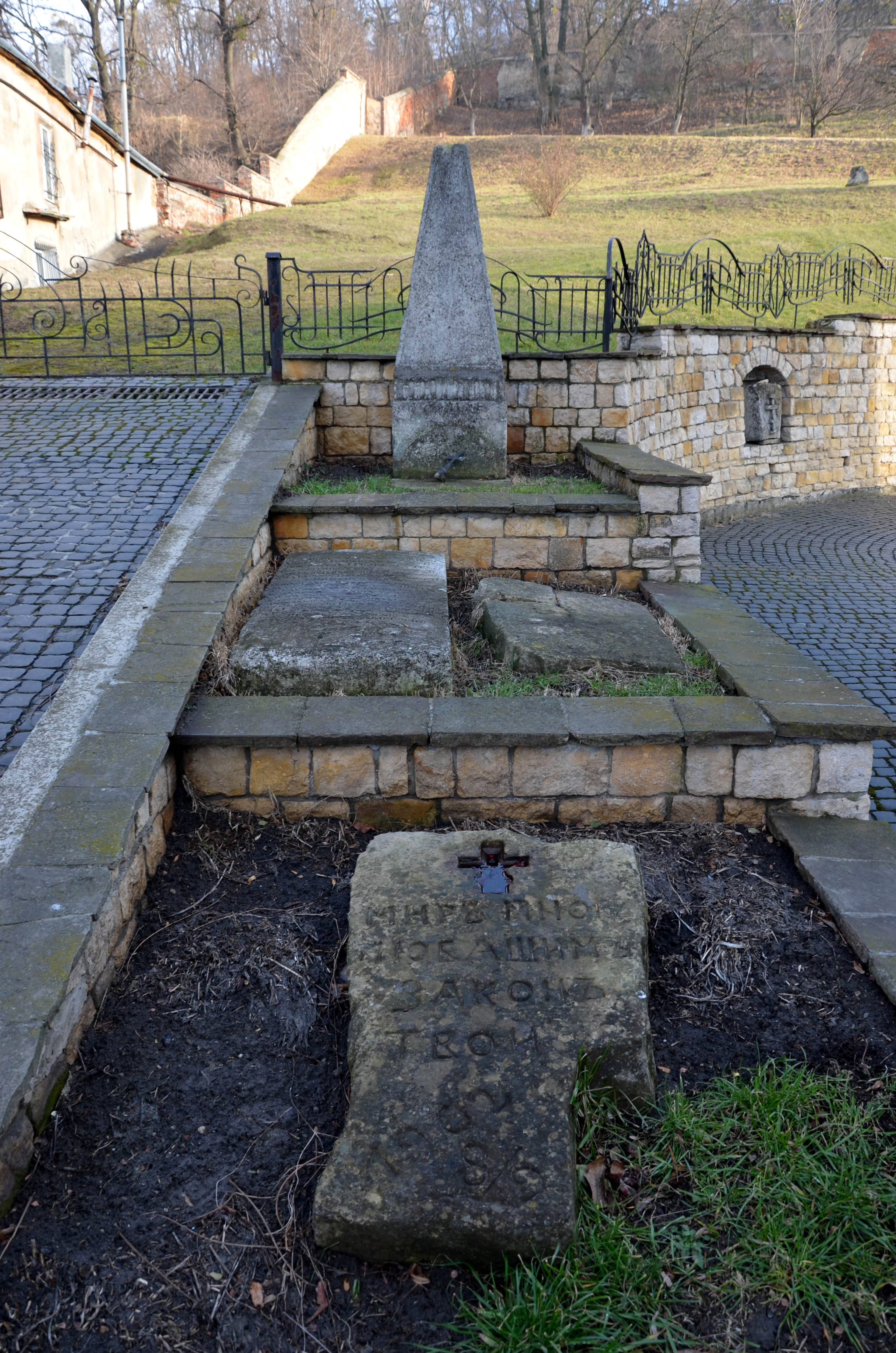
Grabmal von Iwan Fjodorow, 2015
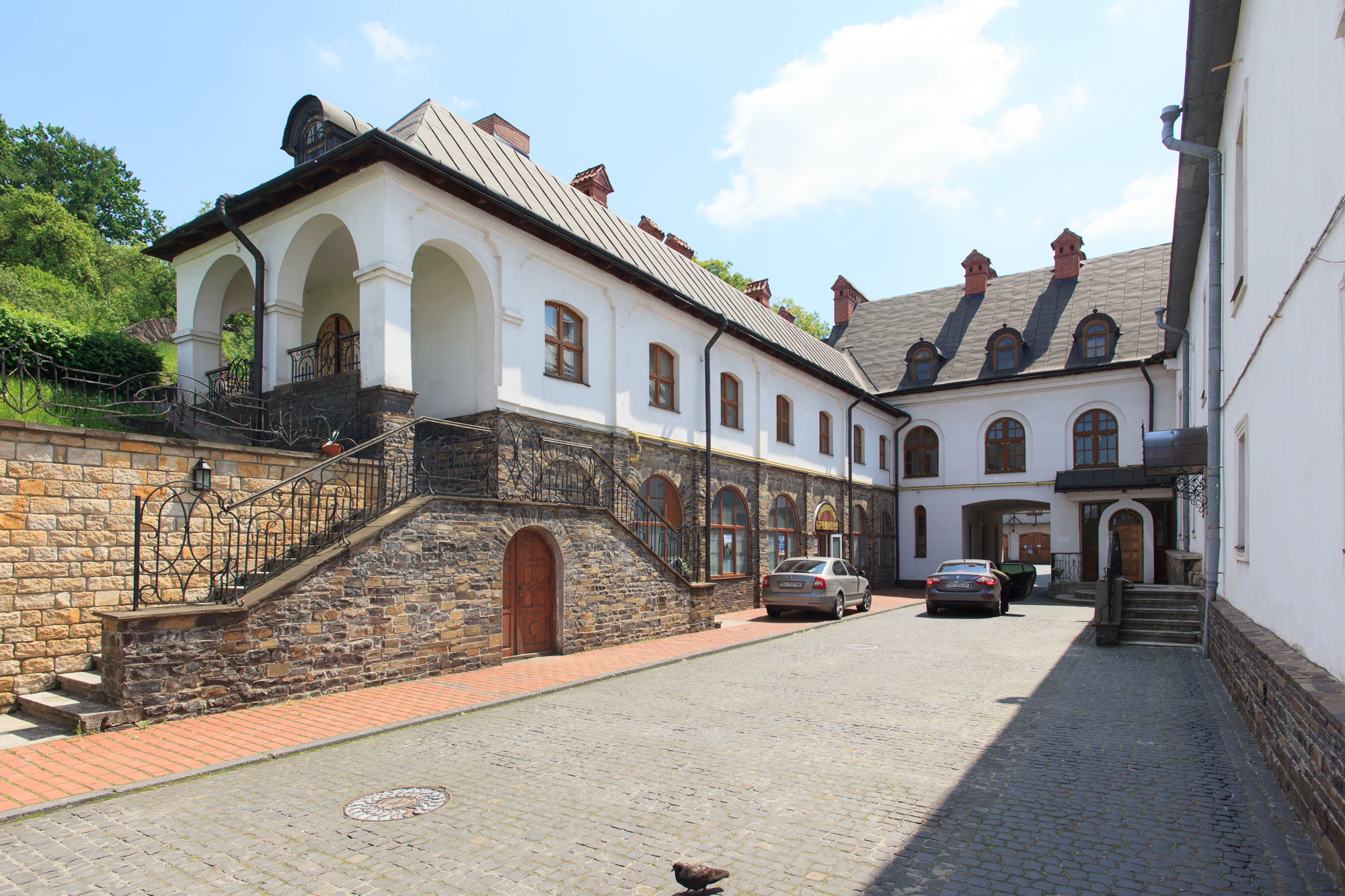
Klosterzellen, 2015